# Universalità di beni mobili
Per universalità di beni mobili si intende, secondo l'articolo 816 del Codice civile italiano, la pluralità di cose che appartengono alla stessa persona e che hanno una destinazione unitaria (es. una mandria un gregge, una pinacoteca, una biblioteca).
L'universalità è considerata un tutto unico e può essere legittimamente venduta senza dover elencare specificamente le cose che la compongono.
Tre sono gli elementi necessari perché si possa parlare di universalità: una pluralità di cose mobili, una destinazione unitaria intesa come funzione comune e l'appartenenza delle cose al medesimo soggetto. La destinazione unitaria non fa comunque perdere l'autonomia alle cose che formano la universalità le quali potranno quindi essere oggetto, separatamente l'una dall'altra, di singoli atti. Quando l'universalità nasce per volere del proprietario (ad es. di chi ha raccolto i libri), si parla di universalità di fatto.
Invece quando l'universalità è stabilita dal legislatore si parla di universalità di diritto, ad es. l'azienda è definita come universalità di beni dalla legge, in quanto una pluralità di beni è destinata al medesimo scopo (catene di montaggio).